# Orsotriaena zipoetina
Orsotriaena zipoetina är en fjärilsart som beskrevs av Hans Fruhstorfer 1908. Orsotriaena zipoetina ingår i släktet Orsotriaena och familjen praktfjärilar. Inga underarter finns listade i Catalogue of Life.